# Gotthard Ploennies
Gotthard Ploennies (* 5. Oktober 1657 in Lübeck; † Juli 1726 ebenda) war ein deutscher Jurist und kurzzeitig Ratsherr der Hansestadt Lübeck.

## Leben
Gotthard Ploennies war Sohn des Lübecker Bürgermeisters Friedrich Plönnies. Er studierte ab 1676 Rechtswissenschaften an der Universität Rostock. 1703 wurde er in den Rat der Hansestadt Lübeck erwählt, aber im gleichen Jahr förmlich wieder abgesetzt. Hintergrund waren durch ihn ausgelöste bürgerliche Unruhen in der Stadt. Er hatte als Ratsherr angeordnet, dass die Torsperre des Mühlentores auch am Tage des Waisenkinderfestes des Lübecker Waisenhauses (damals im Michaelis- oder Segeberg-Konvents) pünktlich stattfindet. Der Lübecker Chronist und Historiker Johann Rudolph Becker berichtet in seiner Umständliche Geschichte der kaiserl. und des Heil. Römischen Reichs freyen Stadt Lübeck ausführlich über diesen Vorfall. Ploennies wurde sodann bischöflicher Rat im Hochstift Lübeck unter Fürstbischof Christian August von Schleswig-Holstein-Gottorf. Seine Auseinandersetzung mit dem Lübecker Rat ging bis zum Reichshofrat; Ploennies unterlag.
Sein älterer Bruder Friedrich Ploennies (1631–1686) wurde Jurist und Prokurator am Reichskammergericht in Speyer. Erich Philipp Ploennies war sein Neffe.